# 青ちゃんのてるてるリクエスト
青ちゃんのてるてるリクエスト（あおちゃんのてるてるリクエスト）は、1991年から2003年3月15日までMBSラジオで毎週土曜日の午後に放送されていた音楽リクエスト番組。「青ちゃん」（当時同局のアナウンサーだった青木和雄）の冠番組で、前番組『時さんのまるごとリクエスト』（青木の当時の同僚・阪本時彦の冠番組）に続いて、桜井一枝がアシスタントを務めた。

## 放送時間の変遷
- MBSラジオで土曜日の午後に放送されてきた『土曜リクエスト』の第2シリーズで、放送開始当初は13：00 - 15：00に生放送。当時の番組タイトルは『青ちゃんのまるごとリクエスト』だったが、1991年10月24日放送分から『てるてるリクエスト』に変更された。
- MBSラジオで土・日曜日の午後（主に15時台）に長らく編成されていた中央競馬中継のうち、土曜分の中継枠が同局の制作業務受託方式でラジオ関西へ移行したことを背景に、当番組では1994年10月15日放送分から放送枠を13：00 - 17：20に拡大。放送時間が歴代最長の260分にまで達した。
- 1995年1月17日にMBSラジオの放送対象地域内で阪神・淡路大震災が発災したことに伴って、同年4月15日から17時台の放送枠が『ネットワーク1・17』（17:00 - 17:30）に組み込まれたため、当番組の放送時間を240分（13：00 - 17：00）に短縮した。
- 1999年5月22日から、『さてはトコトン菊水丸』を13:00 - 15:00に編成したため、当番組の放送時間を120分（15：00 - 17：00）に半減させた。
- 2001年4月7日からは、『ムッシュかまやつ 青春交差店』（TBSラジオ制作）の放送枠移動に伴って、当番組の放送時間を105分（15：00 - 16：45）に変更。番組終了までこの放送枠に固定された。
- 日本プロ野球の阪神タイガースデーゲーム中継や、選抜高等学校野球大会の中継（当番組の放送期間中は曜日にかかわらず全試合を放送）を当番組の時間帯に編成する場合には、中継試合の展開に応じて当番組の放送時間を短縮するか、全編を休止することで対応した。以降のシリーズ番組（『西靖&桜井一枝のわくわく土曜リクエスト」』→『河田直也&桜井一枝のうきうき土曜リクエスト』→『桜井一枝&井上雅雄のるんるん土曜リクエスト』）でも、阪神のデーゲーム中継を編成する場合には、以上のように対応している。

## 内容
- 1992年頃までは日産自動車と関西圏の日産ディーラー各社がメインスポンサーで「日産ラジオスペシャル」の冠名が付けられていた（もともとこの枠は「日産ラジオスペシャル」というタイトルで放送されていた。またこれは、MBSラジオが加盟しているNRNのニッポン放送が同じ土曜日日中に生放送していた『日産ラジオプラザ→日産ラジオパラダイス』の事実上の企画ネット番組でもある）。
- 日産がスポンサーを降りてからは「MBSサタデーパーティー（ただし、青木アナのタイトルコールでは「パーリー」と発音していた）」の冠名がつけられていたが放送時間短縮を機にいつの間にか冠名はなくなった。
- ハガキや放送時間中の電話・FAXでリクエストを募集。内容は古今東西・邦楽洋楽問わず選ばれる。
- クイズコーナーがあり、1時間ごとに1問出題され、時報の直前にスタジオから抽選で選ばれたリスナーへ直接電話をかけて、問題を聞いてたかどうか確認（聞いてなかった場合は失格となり、次の人に電話をかける）した上で答えてもらう。正解なら2万円獲得。不正解の場合は次の問題にキャリーオーバーされる。（過去には40万円までいったこともあった）
- クイズの内容は新聞記事から拾ったものや青木アナ自ら得意とするウクレレ演奏のイントロクイズもあった。ウクレレクイズは、2020年3月で『土曜リクエスト』シリーズが終了するまで、後継番組（前述）の男性パーソナリティ（西靖→河田直也→井上雅雄、いずれも担当時点では毎日放送のアナウンサー）が演奏・出題役を引き継いできた。
- 1995年1月21日には当番組を放送する予定で、当日のラジオ番組表にも記載されていたが、実際には全編を阪神・淡路大震災（放送週の火曜日＝同月17日に発災）関連の報道特別番組に充てた。

## アシスタント
- 桜井一枝

| MBSラジオ 土曜日15:00-16:45                   | MBSラジオ 土曜日15:00-16:45  | MBSラジオ 土曜日15:00-16:45           |
| 前番組                                        | 番組名                       | 次番組                                |
| --------------------------------------------- | ---------------------------- | ------------------------------------- |
| MBSサタデーコネクション ノッTEL土曜日子守です | 青ちゃんのてるてるリクエスト | 西靖&桜井一枝のわくわく土曜リクエスト |